# Ứng dụng Google Chrome
Ứng dụng Google Chrome, hay thường được gọi là Ứng dụng Chrome, là một loại ứng dụng web không chuẩn hóa nhất định chạy trên trình duyệt web Google Chrome. Ứng dụng Chrome có thể được tải xuống từ Chrome Web Store cùng với nhiều ứng dụng, tiện ích mở rộng và chủ đề miễn phí và trả phí khác nhau. Các ứng dụng có hai loại: được lưu trữ, hoặc phía máy chủ và được đóng gói, hoặc phía máy khách; mỗi định dạng nhắm mục tiêu đến các trường hợp sử dụng khác nhau. Hỗ trợ cho ứng dụng Chrome đã bị xóa khỏi Chrome vào tháng 6 năm 2022, ngoại trừ trên ChromeOS, nơi hỗ trợ đã được gia hạn đến ít nhất là tháng 1 năm 2025.

## Lịch sử
Vào ngày 19 tháng 8 năm 2016, Google thông báo rằng họ sẽ bắt đầu loại bỏ dần ứng dụng Chrome cho Windows, MacOS và Linux (cả đóng gói và được lưu trữ) vào cuối năm 2016, hoàn tất quá trình vào đầu năm 2018. Công ty cho biết các ứng dụng như vậy sẽ tiếp tục được hỗ trợ và duy trì trên ChromeOS "trong tương lai gần". Nhưng sau đó kế hoạch đã thay đổi, với ứng dụng Chrome được thiết lập để tồn tại đến ít nhất là tháng 1 năm 2025 cho ChromeOS.
Vào ngày 15 tháng 1 năm 2020, Google thông báo rằng Chrome sẽ bắt đầu loại bỏ hoàn toàn hỗ trợ cho ứng dụng Chrome bắt đầu từ tháng 3 năm 2020, với hỗ trợ cho người tiêu dùng đến tháng 6 năm 2021 và doanh nghiệp đến tháng 6 năm 2022.